# الهيئة المعنية بصحة النساء والبحوث التنموية
الهيئة المعنية بصحة النساء والبحوث التنموية هي منظمة غير حكومية بريطانية تم تأسيسها خلال عام 1983 بواسطة ايفوا دوركينو وهي تلك الناشطة النسوية التي تعرضت للختان، والتي تسعى في ذات الوقت للقضاء على هذه الظاهرة.

## النبذة التاريخية
تم العمل على تطوير الهيئة المعنية بصحة النساء بواسطة مجموعة العمل النسائية لمناهضة الختان والختان التخييطي وتتكون هذه المجموعة من عدد من النساء المقيمات بالمملكة المتحدة والمهتمات بدورهم بقضية الختان (تشويه الأعضاء التناسلية للإناث). وقد قامت ايفوا دوركينو بتنظيم عمل المجموعة في الفترة من 1981 وصولاً إلى عام 1983 وذلك تحت رعاية جماعة حقوق الأقليات هناك، وقت قامت أيضا بلسفر إلى عدد من الدول الأفريقية لجمع المعلومات والحقائق عن ممارسات الختان هناك، وذلك من أجل تضمين هذه المعلومات في نهاية الأمر في التقرير الذي تصدره الجماعة عن هذه الممارسات.
تقوم الهيئة بإدارة عدد من البرامج التنموية في كل من المملكة المتحدة ومنطقة شرق وغرب أفريقيا، ووفقا لتقارير الهيئة فإن ما يقرب من مئة ألف أمرأة مقيمة في المملكة قد تعرضوا للختان. المدير التنفيذي للهيئة  حاليا هي السيدة نانا أوتو أيورتي.